# Рутенія. Повернення коду нації
«Рутенія. Повернення коду нації» — документальний фільм, який досліджує історію виникнення писемності, знайомить глядача з українською школою каліграфії та відновленою абеткою «Рутенія». Це розповідь про боротьбу українців за самоідентифікацію через державні символи, мову, мистецтво і візуальне втілення мови — шрифт.
Режисером картини є Антоніна Готфрід, автори сценарію — Наталія Яковлева та Антоніна Готфрід, продюсер фільму — Наталія Яковлева (кінокомпанія «Банк Ідей»).
Загальноукраїнські прем'єрні покази фільму відбулися 23 та 24 серпня 2020 року.

## Опис фільму
У фільмі використано авторський доробок професора Василя Яковича Чебаника проєкту «Графіка української  мови», матеріали та результати багаторічних досліджень кандидата історичних наук Олександра Босого, та матеріали анімаційного проєкту Дмитра Лісенбарта «Рутенія. Анімована абетка Василя Чебаника».
Автори фільму зазначають: «Ми „одягаємо“ бренд Україна разом із кращими спеціалістами: художниками, дизайнерами, маркетологом, психологом, істориком, тату-майстром та видатним каліграфом, лауреатом Шевченківської премії Василем Чебаником, який відтворив аутентичну українську абетку Рутенію і перетворив її на стильний, вражаючий і модний шрифт. Коментарі спеціалістів перебиваються графічними мікророликами, кожен з яких є графічною презентацією однієї з літер Рутенії — таким чином за весь фільм ми презентуємо всю абетку»
Кінопроєкт цього історико-дослідницького фільму з робочою назвою «Рутенія. Бренд Україна» став одним із переможців Дванадцятого конкурсного відбору Держкіно і отримав державну підтримку розміром 579 тис. 525 грн. (78,52 % загальної вартості виробництва фільму).

## Синопсис
Документальний фільм, в основі якого лежить дослідження візуальної екології сучасної України. Фільм досліджує історію виникнення писемності на наших теренах,  знайомить глядача з українською школою каліграфії та відновленою абеткою «Рутенія». А ще — розкриває техніки впливу знаків та символів на підсвідомість людини і наводить приклади технологій маніпулювання масами. Також це розповідь про боротьбу українців за самоідентифікацію через державні символи, мову, мистецтво і візуальне втілення мови — шрифт.

## Реліз

### Передпрем'єрний показ 24 липня 2020 року
Перша жива презентація українського кіно після запровадження карантину у Києві і перший, допрем'єрний показ документального фільму «Рутенія. Повернення коду нації» — відбулися 24 липня 2020 року в столичному кінотеатрі «Кіноман» у ТРЦ Cosmopolite. Презентували не лише фільм, а й технологію безпечної кінопрезентації в умовах карантину.

### Прем'єрні покази 24 серпня 2020 року, до 29-ї річниці Дня Незалежності України
- Загальноукраїнські прем'єри на 5 каналі (в День Прапора 23 серпня, та на День Незалежності 24 серпня) та на телеканалі «Прямий»[8].

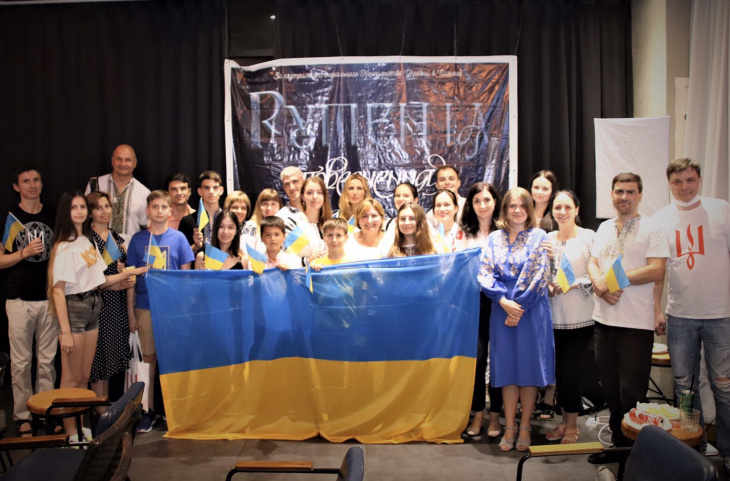
Прем'єрний показ за підтримки Генерального консульства України в Шанхаї, 24 серпня 2020

- Прем'єрний показ в Шанхаї, організований українською громадою, зокрема Асоціацією українських студентів [Архівовано 8 січня 2022 у Wayback Machine.] за підтримки Генерального консульства України в Шанхаї. В заході взяли участь також представники місцевих іноземних громад[9].

### Відкриті тематичні кінопокази уКозацькому Домі,серпень-вересень 2020 року

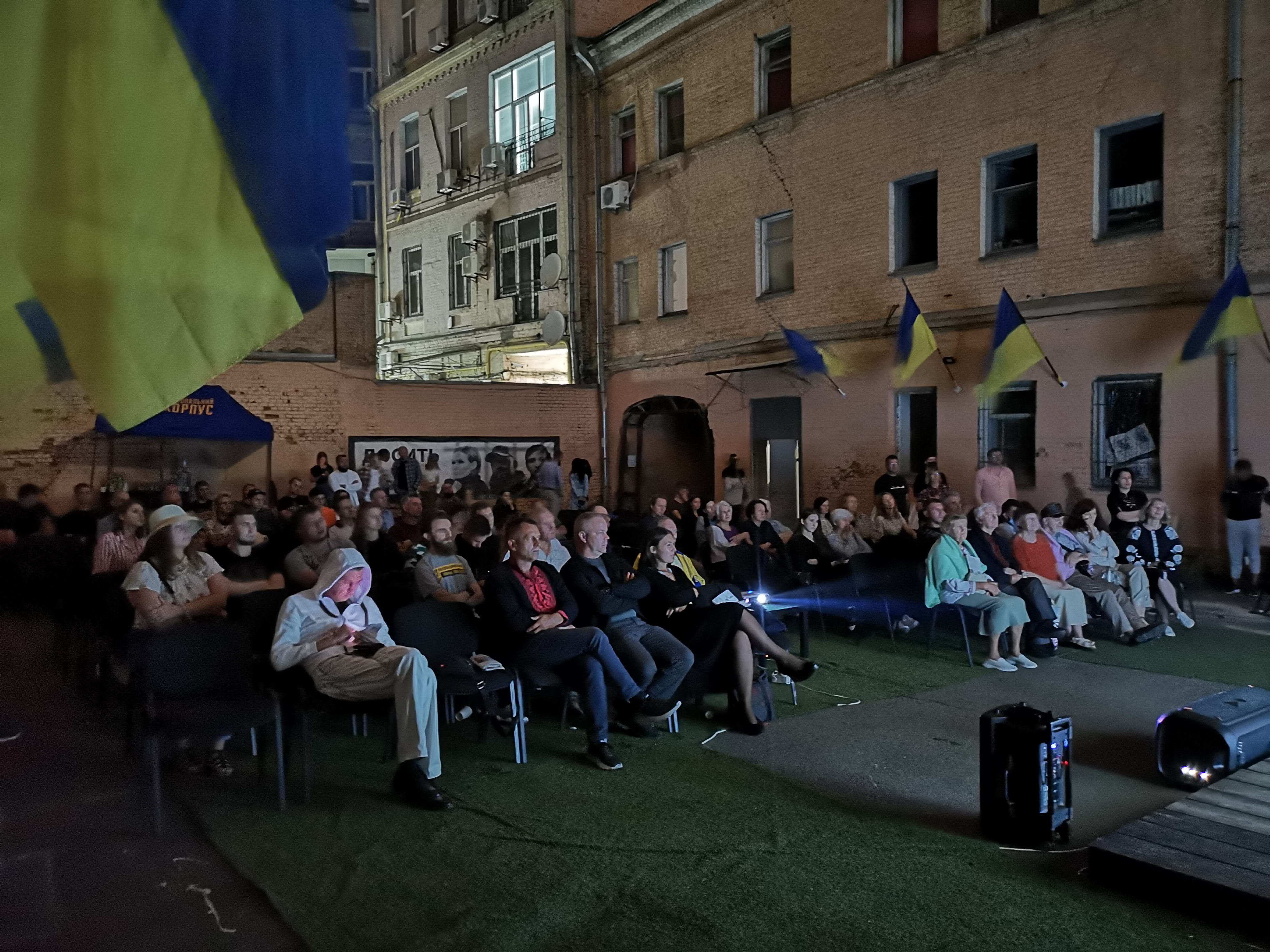
Кінопоказ у внутрішньому дворі Козацького Дому

Відкриті кінопокази відбулися 27 серпня та 3 вересня у внутрішньому дворі Козацького Дому, котрі були присвячені окремій даті та події.
Кінопоказ 21 серпня присвячено Дню пам'яті захисників України, які полягли за незалежність, суверенітет та територіальну цілісність нашої країни, а кінопоказ 3 вересня був присвятою до Дня дисидентів та пам'яті Василя Стуса. Серед гостей, що брали участь: Василь Якович Чебаник, автор відновленої української абетки Рутенія; Василь Овсієнко і Маргарита Довгань — громадські діячі, політв‘язні та соратники Василя Стуса, Марія Стус — старша сестра Василя Стуса; політв'язні Ігор Козловський, Володимир Балух та Олександр Кольченко; українські військові, громадські діячі та інші.

## Відгуки критиків
Після одного з тематичних передпрем'єрних показів фільму, що відбувся у Публічній бібліотеці імені Лесі Українки весною 2020 року та був присвячений 149-тій річниці народження Лесі Українки, у газеті Культура і життя 13 березня 2020 року було надруковано критичну статтю відомого українського журналіста і громадського діяча Георгія Лук'янчука:
|  | Динамічний і сповідальний за формою, фільм акцентує увагу на актуальних проблемах не лише історії, але й сьогодення: хто ми, як зароджувалась наша мова, який графічний одяг має носити українська мова – як своєрідний паспорт окремої незалежної держави. Фільм зворушив присутніх, спонукав до роздумів, до осмислення як давньої історії, так і сьогодення, але будь-які громадські спроби «просунути» в державних структурах проєкти щодо використання української абетки наражаються на спротив. Останнім часом до цькування «Рутенії» активно підключилися московити… |

Після передпрем'єрного показу, кінокритик видання «Детектор медіа» Ярослав Підгора-Гвяздовський, у статті «Рутенія»: як кіно заповнює лакуни в освіті та свідомості від 28 Липня 2020, відзначає, що заглиблення в тему й питання, поставлені авторами фільму, здатні викликати неабиякий інтерес і навіть захват. Він називає вихід фільму «Рутенія» соціальною потрібністю, яка несе метафорично-терапевтичну користь для свідомості українського народу. Також критик відмічає, як важливу частину фільму, історію насильницької зміни Росією українських символів і загалом психології нації, з доволі промовистими фактами, дотичними до сьогодення.
|  | Тобто творці, починаючи за сивини, проходять всю історії світу, України, торкаючись паралельних тем, речей, сусідів, доходять до наших днів – війни й того, як агресор знищував наші символи в Криму та на Донбасі, заміняючи їх своїми. Власне, шрифт може і тут стати в нагоді, вливаючись солдатом у війська інформаційної війни, котру ми ледь не програли, нехтуючи важливістю самої інформації та її складовими... У комплексі «Рутенія. Повернення коду нації» виглядає довершеним актуальним і чітким меседжем, зрозуміло для чого створеним. І саме в такому аспекті адекватно можна сприйняти фільм – словом, не одним духом живемо, і тіло, і мозок також потребують їжі. |

Вже після виходу фільму для загальних показів, частина глядачів розкритикували її як антинаукову та міфотворчу, хоча стрічку було анонсовано як «історико-дослідний фільм».
Юрій Рудницький у виданні «Історична правда» охарактеризував фільм як «псевдоісторичну містифікацію в патріотичній обгортці», побудовану навколо шрифту «Рутенія», розробленого художником-шрифтологом Василем Чебаником. На думку Юрія Рудницького, Петро І, витісняючи півустав простішим «цивільним шрифтом», зробив те, що мали би зробити самі українці в XVII столітті. Причому на його проєкт «цивільного шрифту», можливо, вплинули заголовки київських видань.
|  | Коли замість червоних і імперських міфів глядачам намагаються "впарити" наші доморощені псевдоісторичні міфи, ефект від того буде абсолютно протилежний. Замість зацікавлювати людей україністикою, особливо на Сході і на Півдні, подібні опуси здатні викликати лише прямо протилежну реакцію – відразливе неприйняття. |

Художник жлоб-арту Іван Семесюк, котрий у 2019 році брав участь у проєкті «Рутенія. Анімована абетка Василя Чебаника», надав коротке інтерв'ю для фільму, після виходу на екрани гостро розкритикував цей фільм:
|  | Те що я побачив в результаті – не налазить на голову. Голос за кадром озвучує антинаукову маячню найвищої (чи найнижчої, не знаю) проби, а деякі коментатори мелють таку люту ахінею, що я просто не маю гідних слів, як на це реагувати. І серед усього цього, на жаль, присутній я. |

Портал «Твоя підпільна гуманітарка» випустив відео під назвою «Рутенія: Код Нації завдає удару у відповідь» присвячене критиці фільму.

## Фільм «Рутенія. Повернення коду нації» у вільному доступі
26 серпня 2020 року фільм «Рутенія. Повернення коду нації» розміщено у вільному доступі на youtube-каналі «Рутенія Фільм».
На лютий 2023 року кількість переглядів становить більше одного мільйона та має близько трьох тисяч коментарів.